# 女島灯台
女島灯台（めしまとうだい）は、長崎県五島列島、五島市に所属し、福江島から南西に 80 km の沖にある男女群島の中の一つ、女島にある灯台である。日本の灯台50選に選ばれている灯台の一つ。また、映画『喜びも悲しみも幾歳月』の舞台の1つでもある。

## 灯台及び女島の歴史
女島は、遣唐使（南路）を派遣した時代では、大陸と日本列島との間にある一つの島として目標とされていたことからも分かるように、航海の要所であった。
そんな女島は見上げるような断崖が続き、一年を通して海上は平穏ではなく近づきがたく上陸もしにくい島であり、この灯台を建設するのは非常に骨が折れたという。1925年（大正14年）6月2日に着工した工事は、1927年（昭和2年）7月8日に完工を見て、同年12月1日に初点灯した。ところは女島の南端、屏風ヶ浦の 100 m あまりの断崖の上である。工事は、船着場・道路の整備から始まり、資材の運搬と、ここでは全てが人力であった。工費は、当時の額で約15万円で大瀬埼灯台の工事と比べても、よりハードなものだったのがうかがえる。
1927年（昭和2年）12月に、日本の灯台における最初の公衆電報取扱の電信局がおかれ、1941年（昭和16年）10月1日には、無線方位信号所が設置され、さらには1956年（昭和31年）6月1日には船舶気象通報業務を加えて、この灯台の重要度は大いに増すこととなった。電信局と無線方位信号所の業務は廃されたが、今でもここで観測される気象データは、気象庁に送られ活用されている。
全国で最後の、灯台守と呼ばれる職員が勤務する灯台であった。1982年（昭和57年）11月29日、灯台守の交代要員を輸送中だった海上保安庁のヘリコプターが男島山頂付近に墜落し、3名が死亡、6名が負傷する事故があった。1997年（平成9年）には、中華人民共和国から違法操業の漁船に乗って上陸してきた密入国者と、灯台守をしていた海上保安官とが対峙し、密入国者が海上保安庁に検挙される事件があった。2006年（平成18年）11月12日より自動化された。また、2006年12月5日からは残務処理も終了したため無人灯台となった。

## 概要
- 標識種別 - 沿岸大型
- 監視状況 - 女島に滞在しての直接監視
- 海図番号 - W1208, W1212

## 参考資料
- 『玉之浦町郷土誌』玉之浦町、1995年
- 西脇久夫『燈台風土記』海文堂出版、1980年

## 女島灯台を舞台にした作品
- NHK短編映画　灯台の人々-NHK名作選（動画・静止画） NHKアーカイブス1958年の記録映像